# Tongzhi
O Imperador Tongzhi (27 de abril de 1856 – 12 de janeiro de 1875) foi o nono imperador da Dinastia Manchu, e oitavo imperador Qing da China, reinou de 1861 a 1875.
Era filho de Tzu Hsi e do imperador Xianfeng, tendo governado realmente pouco mais de um ano, visto que antes sua mãe era a regente da China e quem governava realmente em decorrência de sua menoridade.